# Heinrich Dübi
Heinrich Dübi (Bern, 25 november 1848 - aldaar, 23 januari 1942) was een Zwitsers filoloog, hoogleraar en alpinist.

## Biografie

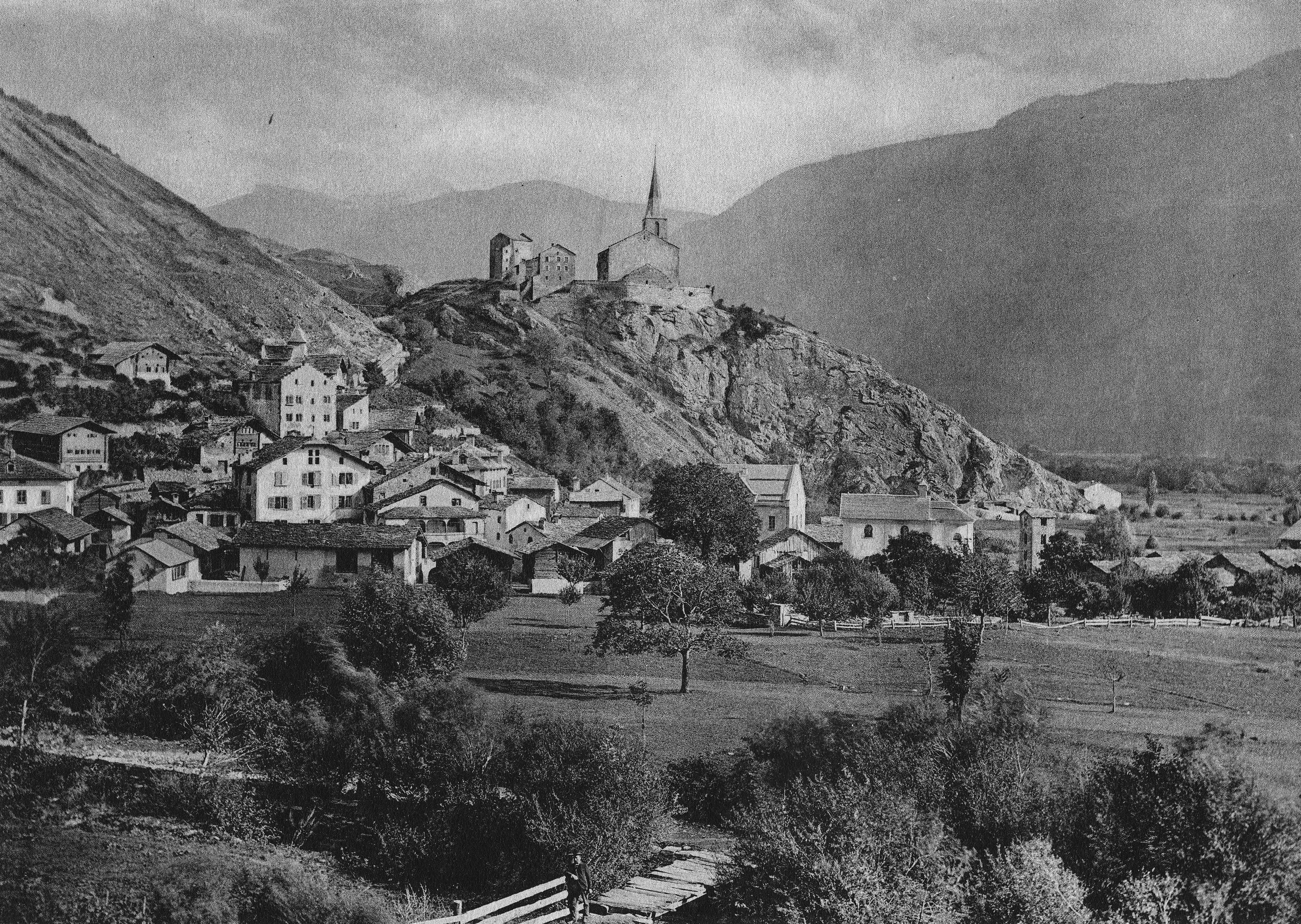
Zicht op Raron, gelegen in de Walliser Alpen. Afbeelding uit een van de jaarboeken van de Zwitserse Alpenclub, geschreven door Heinrich Dübi.

Heinrich Dübi was de zoon van een horlogemaker. Hij studeerde oude talen en geschiedenis in zijn geboortestad Bern en ook in Leipzig en Berlijn. Hij behaalde een doctoraat in Bern in 1872. Vanaf 1873 onderwees hij klassieke filologie en klassieke geschiedenis aan de Universiteit van Bern. Van 1920 tot 1938 was hij voorzitter van de Vereniging voor geschiedenis van het kanton Bern.
Dübi staat daarnaast ook bekend als alpinist. Hij beklom verschillende bergen in de Berner Alpen en de Walliser Alpen en was redacteur van het jaarboek van de Zwitserse Alpenclub van 1891 tot 1923. Hij was ook voorzitter van de Bernse afdeling van deze vereniging van 1882 tot 1904, en nadien erevoorzitter. Hij was tevens erelid van de Royal Geographical Society.

## Werken
- De Catilinae Sallustiani fontibus ac fide. Dissertatio philologica, Bern, Stämpfli, 1872.
- Cyrano de Bergerac (1619–1655). Sein Leben und seine Werke, Bern, A. Francke, 1906.
- Drei spätmittelalterliche Legenden in ihrer Wanderung aus Italien durch die Schweiz nach Deutschland in Zeitschrift des Vereins für Volkskunde, 1907.
- Paccard wider Balmat oder die Entwicklung einer Legende. Ein Beitrag zur Besteigungsgeschichte des Mont Blanc, Bern, A. Francke, 1913.
- Von Drachen und Stollenwürmern. Eine Untersuchung.

- Gemeinsame Normdatei: 117657441
- Historisch woordenboek van Zwitserland: 044282
- International Standard Name Identifier: 0000 0000 4239 8249
- Library of Congress Control Number: no2002113546
- Nederlandse Thesaurus van Auteursnamen: 070452474
- Système universitaire de documentation: 128219319
- Virtual International Authority File: 795311
- WorldCat: E39PBJtxdDCy4KHTGyXTWbPCwC